# Iwan Kirijenko
Iwan Kasjanowicz Kirijenko, ros. Иван Касьянович Кириенко (ur. w 1881 w Kijowie, zm. 25 maja 1971 w Braine-le-Comte) – rosyjski wojskowy (generał), emigracyjny działacz wojskowy i publicysta, oficer Rosyjskiego Korpusu Ochronnego podczas II wojny światowej.

## Życiorys
Ukończył korpus kadetów w Kijowie, a następnie kijowską szkołę wojskową. Od 1900 r. służył w 166 Równieńskim Pułku Piechoty. W latach 1905–1907 był czasowo odkomenderowany do 88 Piernowskiego Pułku Piechoty, w składzie którego uczestniczył w wojnie rosyjsko-japońskiej. Po wybuchu I wojny światowej w 1914 r., objął dowództwo kompanii 310 Szackiego Pułku Piechoty. 16 sierpnia tego roku został odznaczony Orderem Św. Jerzego 4 klasy. Awansował do stopnia podpułkownika, a następnie pułkownika. W czerwcu 1917 r. otrzymał rozkaz sformowania w Kijowie 1 Zapasowego Pułku Gieorgijewskiego, co zaczął realizować od sierpnia tego roku. Po rewolucji październikowej opuścił Kijów pod koniec października, udając się wraz z kilkudziesięcioma podkomendnymi do Nowoczerkaska, gdzie dotarł 6 listopada. Od atamana gen. Aleksieja M. Kaledina dostał rozkaz sformowania Pułku Gieorgijewskiego w składzie nowo tworzonej Armii Ochotniczej. W poł. listopada zdołał utworzyć Kompanię Gieorgijewską. Liczyła ona 50-60 ludzi. 21 listopada wzięła udział pod Nachiczewaniem nad Donem w ciężkich walkach z nacierającymi wojskami bolszewickimi. Na pocz. 1918 r. oddział rozrósł się do wielkości ponad 150 ludzi. Uczestniczył w walkach obronnych w rejonie Rostowa nad Donem. Po rozpoczęciu w nocy z 9 na 10 lutego przez Armię Ochotniczą 1 Kubańskiego (Lodowego) Marszu podczas jej reorganizacji 11-13 lutego w stanicy Oglinskaja Kompania Gieorgijewska weszła w skład Korniłowskiego Pułku Uderzeniowego jako jego 3 batalion. Pułkownik I. K. Kirijenko został przesunięty do rezerwy, nie godząc się z tym rozwiązaniem. Od końca czerwca do poł. listopada uczestniczył w 2 Kubańskim Marszu, który zakończył się zdobyciem Stawropola. W tym czasie awansował na generała majora. Pełnił funkcje administracyjne w sztabie wojsk Białych gen. Antona I. Denikina. W 1920 r. objął dowództwo I Korpusu Armijnego wojsk gen. Piotra N. Wrangla na Krymie. W poł. listopada ewakuował się do Gallipoli. Na emigracji zamieszkał w Salonikach. W 1923 r. przybył do Królestwa SHS. Został członkiem monarchistycznego Korpusu Imperatorskiej Armii i Floty. Po zajęciu Jugosławii w kwietniu 1941 r., wstąpił do nowo formowanego Rosyjskiego Korpusu Ochronnego. Po zakończeniu wojny wyjechał do São Paulo. W 1963 r. napisał książkę pt. "1913 г. От чести и славы к подлости и позору февраля 1917 г.: воспоминания", w której ostro skrytykował działalność gen. Ławra G. Korniłowa począwszy od rewolucji lutowej 1917. Następnie zamieszkał w Belgii.